# Meister der Bestattung des Johannes
Meister der Bestattung des Johannes ist der Notname für einen Maler der Spätgotik, dem Tafelbilder des Blaubeurer Hochaltars von 1493/94 zugeschrieben werden.

## Leben und Wirken
Der Großauftrag des Blaubeurer Altars ging an die führende Werkstatt in Ulm, entweder noch unter der Führung des Werkstattleiters Hans Schüchlin oder schon unter Leitung von Schüchlins Schwiegersohn Bartholomäus Zeitblom, des aufsteigenden Mannes in der Ulmer Malerszene. Da der Auftrag die Kapazitäten dieser Werkstatt überstieg, wurde Bernhard Strigel aus Memmingen hinzugezogen, der in eigener Verantwortung einige Tafeln ausführte.
Ernst Buchner hat 1924 als erster darauf aufmerksam gemacht, dass auch innerhalb der Schüchlin-Werkstatt verschiedene Mitarbeiter tätig waren. Sein Vorschlag der „Händescheidung“ wurde von der Forschung weitgehend übernommen. Danach waren in der Schüchlin-Werkstatt drei Maler beteiligt: Bartholomäus Zeitblom, der Meister der Bestattung des Johannes (eventuell identisch mit Hans Schüchlins Sohn Daniel Schüchlin) und der Meister der Enthauptung des Johannes.
Anna Moraht-Fromm hat die auf Buchner zurückgehende „Händescheidung“ in Frage gestellt. Sie schlägt vor, in der Schüchlin-Werkstatt neben Zeitblom nur noch einen weiteren Gestalter ganzer Tafeln anzunehmen, sie nennt ihn Meister der Blaubeurer Kreuzigung.

### Werke
Vom Meister der Bestattung des Johannes sollen gemalt worden sein:
- aus dem Johanneszyklus der 1. Wandlung
  - auf dem rechten inneren Flügel: Auszug des jungen Johannes in die Wüste und Bußpredigt,
  - auf dem rechten Außenflügel unten: Begräbnis des Johannes und Auffindung seines Hauptes,
- und (da Vorder- und Rückseite der Außenflügel von derselben Hand stammen) aus dem Passionszyklus des geschlossenen Altars
  - die Kreuzigung rechts unten.

Der Maler ist offensichtlich in den Niederlanden geschult, dafür spricht sein Interesse an weiten Landschaften und sein Versuch, in der Auffindung des Hauptes einen Innenraum zu konstruieren. Er hat aber Schwierigkeiten, Personen im Raum zu platzieren und fasst sie zu gestaffelten Gruppen zusammen.